# توماس موراي (معلم موسيقى)
توماس موراي (بالإنجليزية: Thomas Murray)‏ هو معلم موسيقى أمريكي، ولد في 6 أكتوبر 1943 في لوس أنجلوس في الولايات المتحدة.

## وصلات خارجية
- الموقع الرسمي